# Idiosepius macrocheir
Idiosepius macrocheir är en bläckfiskart som beskrevs av Voss 1962. Idiosepius macrocheir ingår i släktet Idiosepius och familjen Idiosepiidae. Inga underarter finns listade i Catalogue of Life.